# Movimiento Nacional Congoleño
El Movimiento Nacional Congoleño (en francés: Mouvement national Congolais, MNC) es un partido político de la República Democrática del Congo. El partido desempeñó un importante papel a finales de los años 1950 y en los años 1960 cuando estaba liderado por Patrice Lumumba, primer ministro de la República Democrática del Congo, llamada en aquella época República del Congo. El partido se escindió en MNC-Lumumba y MNC-Kalonji.
El dirigente actual del partido es François Lumumba.